# Arthromyces matolae
Arthromyces matolae är en svampart som beskrevs av T.J. Baroni, Lodge & Lindner 2007. Arthromyces matolae ingår i släktet Arthromyces och familjen Tricholomataceae.   Inga underarter finns listade i Catalogue of Life.